# Wiener Pestsäule

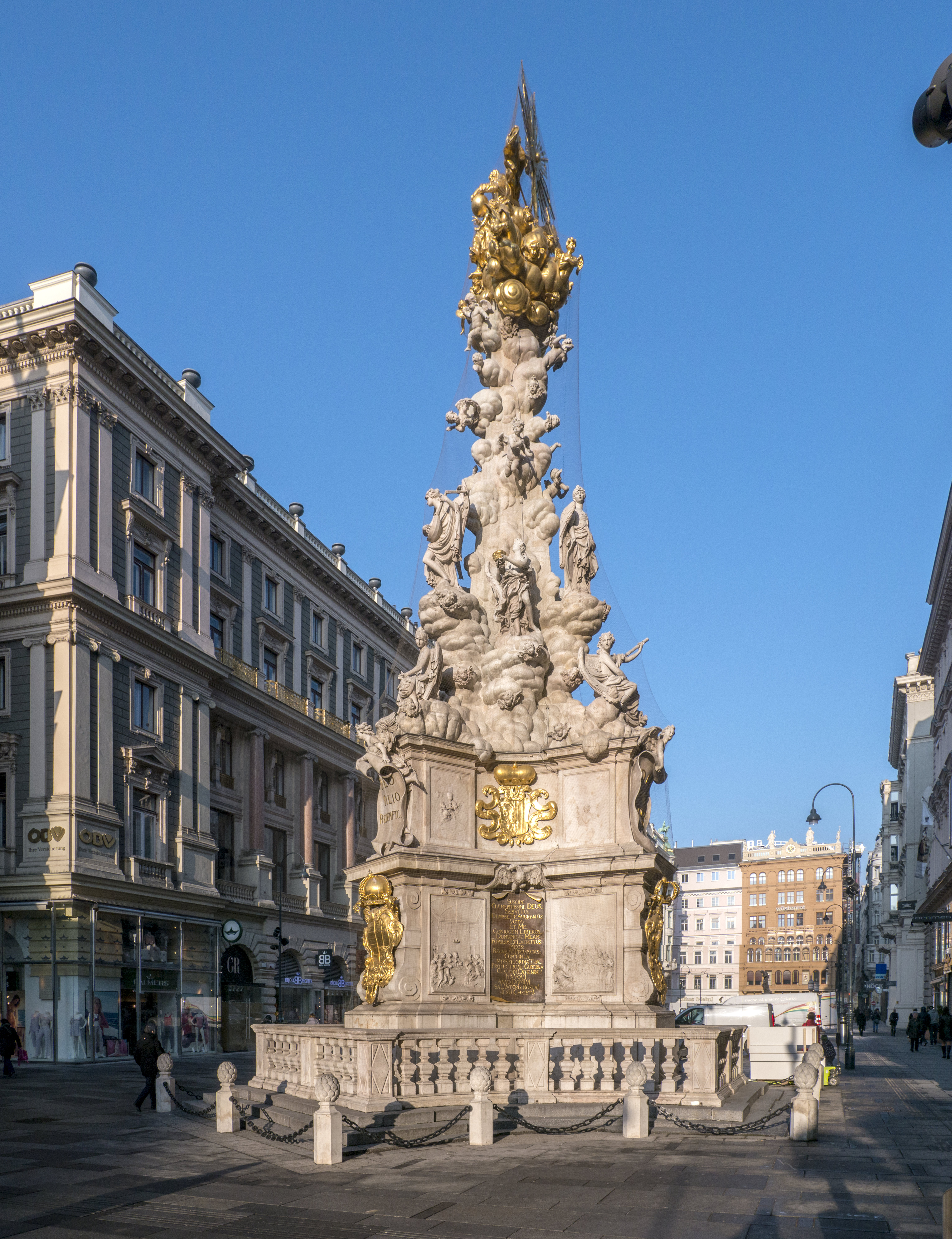
Wiener Pestsäule

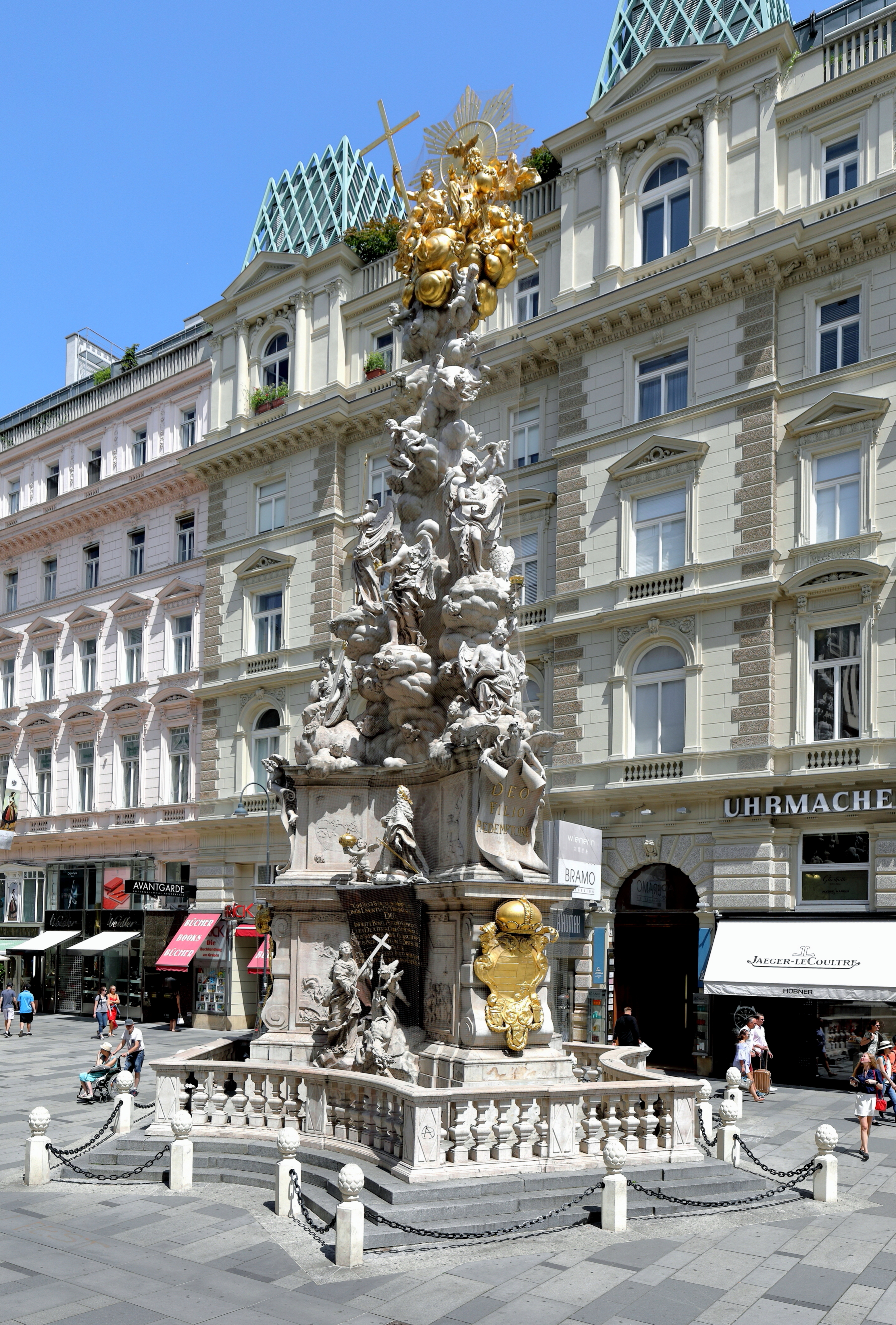
Südansicht der Pestsäule

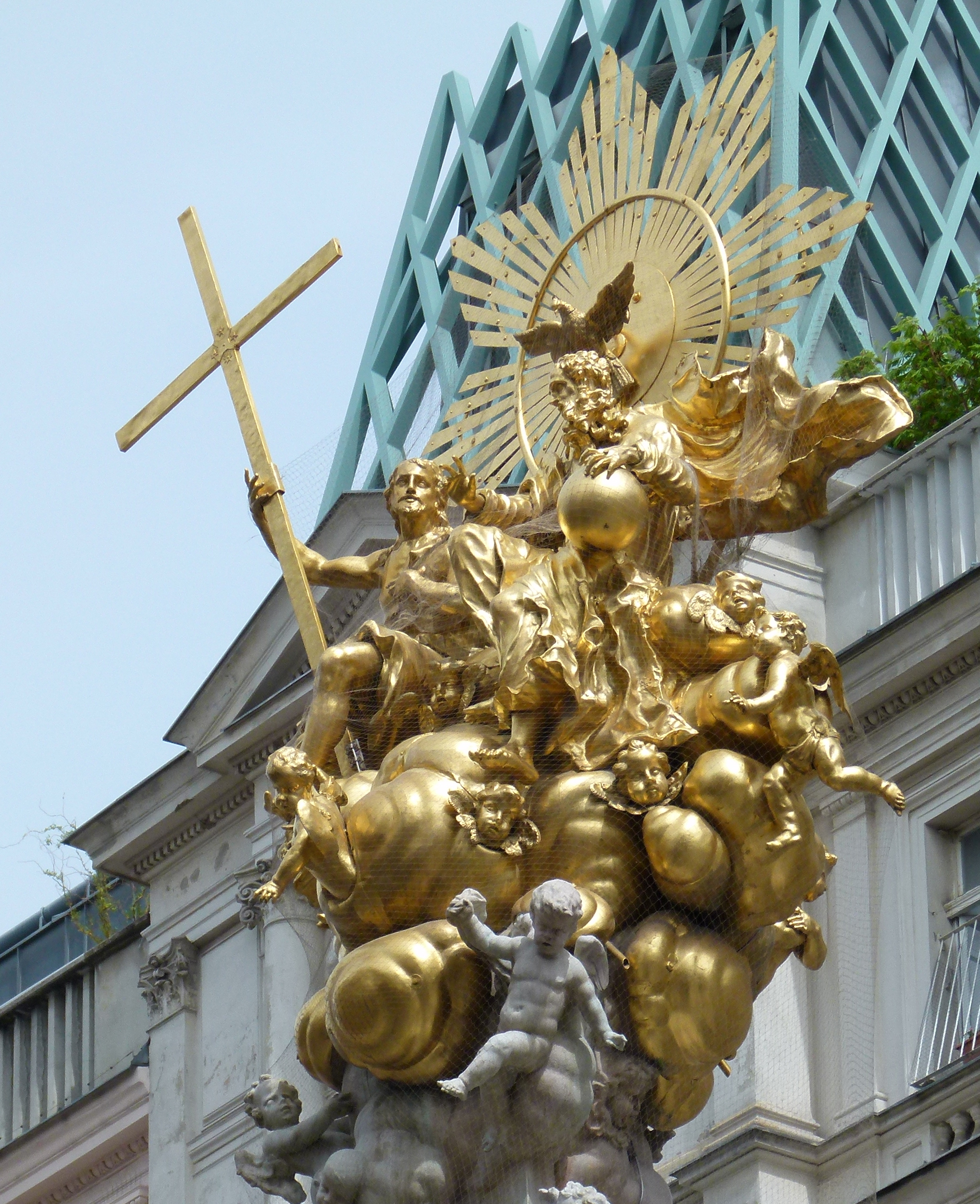
Detail vom oberen Abschnitt der Pestsäule

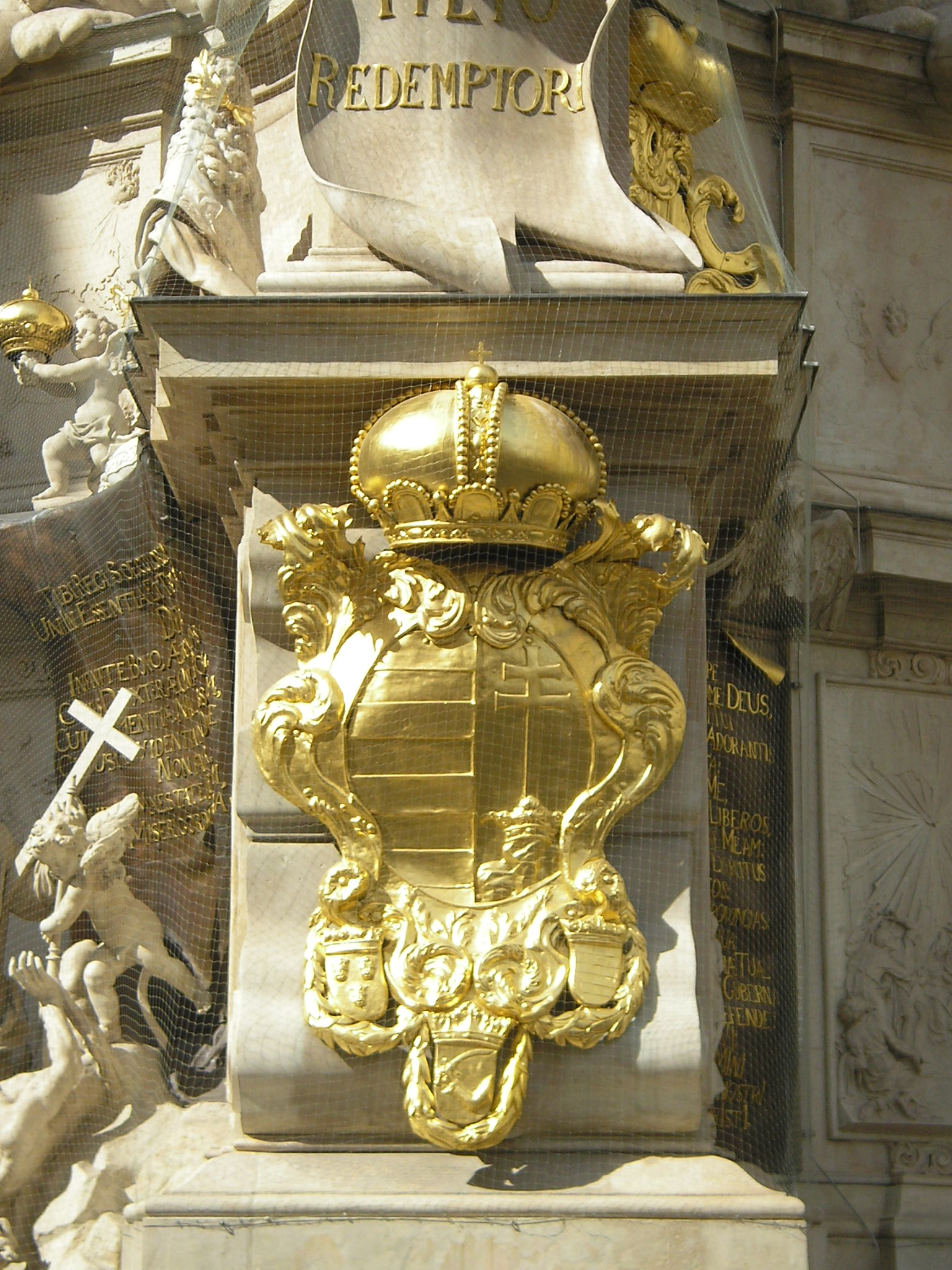
Detail von der Basis der Pestsäule (Wappen Ungarns mit den Wappen von Kroatien, Bosnien und Dalmatien)

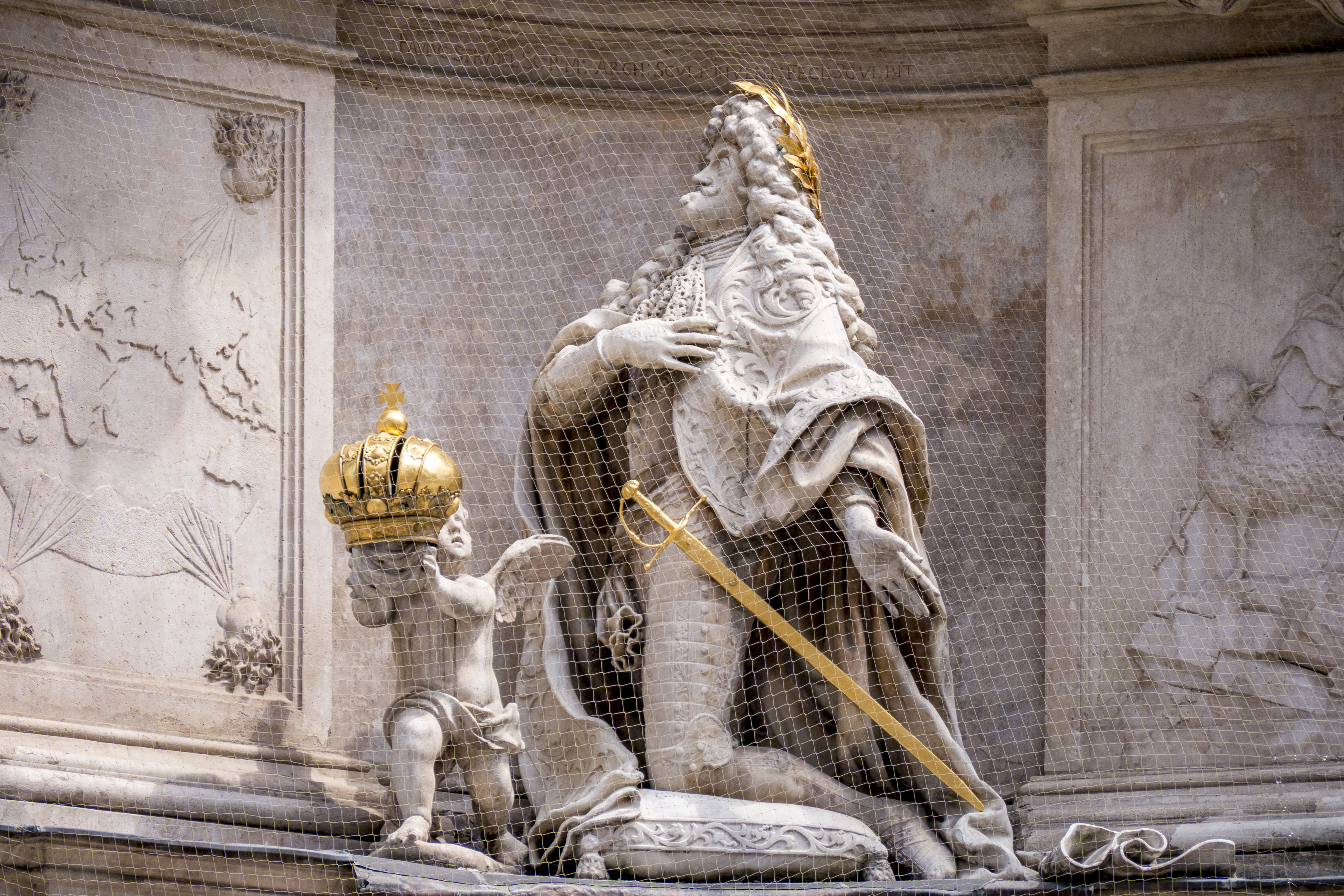
Statue von Kaiser Leopold I., umgangssprachlich Fotzenpoidl genannt

Die Wiener Pestsäule ist eine Dreifaltigkeitssäule am Graben (einem so benannten Straßenzug) in der Wiener Innenstadt. Sie wurde nach der Pestepidemie von 1679 errichtet und am 29. Oktober 1693 geweiht. Die 21 Meter hohe barocke Säule ist eines der bekanntesten und markantesten plastischen Kunstwerke im Stadtgebiet.

## Geschichte
1679 wütete in Wien eine der letzten großen Pestepidemien. Auf der Flucht aus der Stadt gelobte Kaiser Leopold I. die Errichtung einer Gnadensäule bei Beendigung der Pestepidemie. Noch im selben Jahr wurde eine provisorische Holzsäule des Bildhauers Johann Frühwirth (1640–1701) eingeweiht, die einen Gnadenstuhl auf einer korinthischen Säule sowie neun Engelsfiguren (für die Neun Chöre der Engel) zeigte. 1683 ging der Auftrag für die Marmorausführung an Mathias Rauchmiller, der jedoch bereits 1686 starb und einige Engelfiguren hinterließ. Danach kamen zahlreiche Neuplanungen, unter anderem auch von Johann Bernhard Fischer von Erlach, auf den das Programm der Sockelfiguren zurückgeht. Letztlich wurde die Projektleitung Paul Strudel übertragen, der sich auf das Programm des Theateringenieurs Lodovico Ottavio Burnacini stützte. Burnacini sah unterhalb der Dreifaltigkeit eine Wolkenpyramide mit Engelsfiguren und einer Figur des Glaubens vor, vor der ein betender Kaiser Leopold kniet. Unter den beteiligten Bildhauern waren auch Tobias Kracker und Ignaz Bendl. 1693 konnte die Säule dann geweiht werden.
Trotz der langen Bauzeit, der Planänderungen und der Anzahl der beteiligten Bildhauer macht das Denkmal einen homogenen Eindruck. Während der Planungszeit hat es sich von einer simplen und konservativen Andachtssäule zu einer hochbarocken Inszenierung gewandelt, in der ein Geschehen theatralisch erzählt wird. Damit stellt es den Übergang in eine neue künstlerische Phase dar. Die Wiener Pestsäule war stilprägend und wurde in der ganzen Monarchie nachgeahmt.
Um sie vor Schäden durch Kriegseinwirkung zu schützen, wurde sie im Zweiten Weltkrieg eingemauert.
Im Zuge der Corona-Krise wurde die Wiener Pestsäule zu einer zentralen Anlaufstelle in der Stadt, wo mit der Bitte um einen glimpflichen Ausgang der Pandemie zahlreiche Kerzen, Kinderzeichnungen und Gebetstexte niedergelegt wurden.

## Ikonographisches Programm
Die Säule weist ein kompliziertes ikonographisches Programm auf, dessen Grundaussage ist, dass durch die persönliche Frömmigkeit und Fürbitte des Kaisers die Pest sowie die Osmanen (Zweite Wiener Türkenbelagerung 1683), welche beide als Strafe Gottes für ein sündenhaftes Leben bewertet wurden, abgewendet bzw. besiegt werden konnten. Die Säule stellt somit auch ein (Sieges-)Denkmal für Leopold I. dar. Im Programm äußert sich die Dreifaltigkeit mehrfach in der Zahl Drei, nämlich vertikal in drei Stufen:
1. in dem den Menschen vorbehaltenen Sockel, in dessen obersten Drittel Leopold I. als Fürbitter zu Gott betet,
2. in dem den Engeln als Vermittler zwischen Gott und den Menschen gehörigen Bereich, sowie
3. in der obersten, der heiligen Dreifaltigkeit vorbehaltenen Stufe.

Zudem findet auch eine Dreiteilung im Grundriss statt, welche einen Zusammenhang zwischen sakralem Programm und den drei Teilreichen der Habsburgermonarchie herstellt:
1. Der westliche Flügel ist Gottvater gewidmet und trägt einen Doppeladler, das Wappen des Heiligen Römischen Reiches, sowie die Wappen der innerösterreichischen Länder, Herzogtümer Steiermark, Kärnten und Krain. Zwischen westlichem und östlichem Flügel befinden sich die Wappen Österreichs ob der Enns und Österreichs unter der Enns, der Kernländer der Monarchie.
2. Der östliche Flügel ist dem Gottessohn zugeordnet und trägt die Wappen der Königreiche Ungarn, Kroatien und Dalmatien, sowie Bosnien.
3. Der dem Heiligen Geist gehörige nördliche Flügel ist mit den Wappen des Königreichs Böhmen, der Markgrafschaften Oberlausitz und Niederlausitz, wie auch des Herzogtums Schlesien verziert.

## Inschriften und Übersetzungen

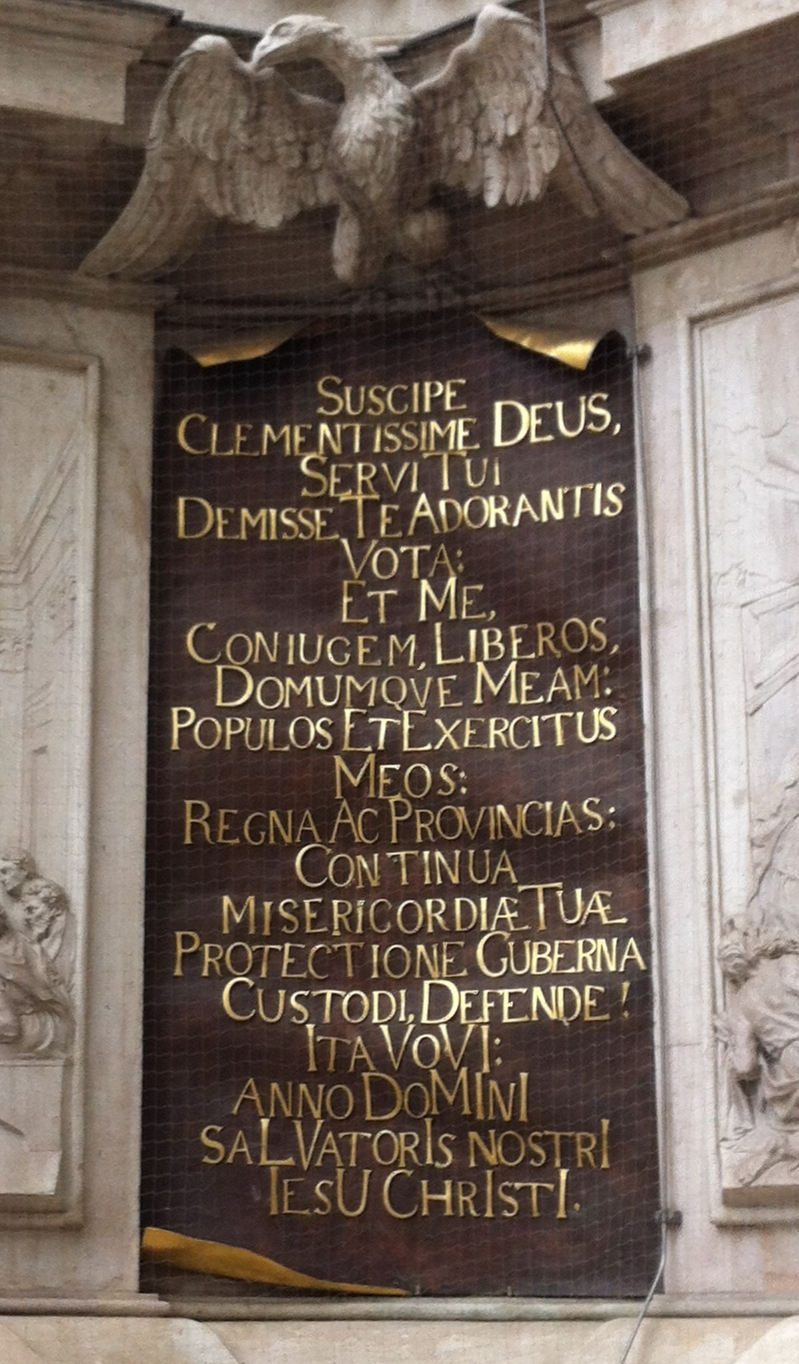
Inschrift mit Chronogramm an der Ostseite

An der Pestsäule sind mehrere lateinische Inschriften angebracht.
Auf den drei Schmalseiten wird der drei Personen der Dreifaltigkeit gedacht:
1. Deo Patri Creatori Gott dem Vater dem Schöpfer
2. Deo Filio Redemptori Gott dem Sohn dem Erlöser
3. Deo Spiritui Sanctificatori Gott dem Geist dem Heiligenden

### Inschrift auf der südwestlichen Seite
Die Inschrift auf der südwestlichen Seite, parallel zum Straßenverlauf des Grabens, ist teilweise durch die Figurengruppe davor verdeckt.
Tibi Regi Soeculorum Immortali: Uni In Essentia Et Trini In Personis, Deo Infinite Bono, Aeterno Et Immenso, Cuius Dexterae Omnia Sunt Possibilia, Cuius Sapientiae Nihil Est Absconditum, Cuius Providentia In Sua Dispositione Non Fallitur, Cuius Maiestate Impletur Universum, Cuius Misericordia Super Omnia Opera.
Dir, dem unsterblichen König der Zeiten, einer im Wesen und drei in der Person, dem Gott: dem unendlich Guten, dem Ewigen und Unermesslichen, für dessen rechte Hand alles möglich ist, dessen Weisheit nichts verborgen bleibt, dessen Vorsehung in ihren Anordnungen nicht irrt, durch dessen Erhabenheit das Universum erfüllt wird, dessen Barmherzigkeit über allem Handeln ist.

### Inschrift auf der Nordseite
Auf der Nordseite, dem Petersplatz zugewandt, befindet sich folgende Inschrift:
Tibi, inquam, Sanctissimae ac Individuae Trinitati: Ego Leopoldus Humilis Servus Tuus Gratias ago, Quas Possum, Maximas Pro Aversa Anno .MDCLXXIX. Per Summam Benignitatem Tuam Ab Hac Vrbe Et Avstriae Provincia, Dirae Pestis Lue: Atque in Perpetuam Debitae Gratitudinis tesseram, Praesens Monumentum Demississime Consecro
Dir, der heiligsten und unteilbaren Dreifaltigkeit: Ich Leopold, dein demütiger Diener, ich danke dir, so sehr ich nur kann, dafür, dass im Jahr 1679 durch deine höchste Güte die unheilvolle Pestseuche von dieser Stadt und dem Land Österreich abgewendet wurde: und als ständiges Zeichen der gebührenden Dankbarkeit widme ich dir untertänigst dieses Denkmal.

### Inschrift auf der Ostseite
Folgende Inschrift befindet sich an der dem Stephansplatz zugewandten Ostseite:
Suscipe Clementissime Deus, Servi Tui Demisse Te Adorantis Vota: Et Me, Coniugem, Liberos, Domumque Meam: Populos Et Exercitus Meos: Regna Ac Provincias: Continua Misericordiae Tuae Protectione Guberna, Custodi, Defende! Ita VoVI: anno DoMInI saLVatorIs NostrI IesU ChrIstI
Nimm an, gütigster Gott, die Gelübde deines Dieners, der dich demütig anbetet: Und mich, meine Gattin, meine Kinder und mein Haus, meine Völker und Heere, Reiche und Provinzen: Lenke, bewache, verteidige im immerwährenden Schutz deiner Barmherzigkeit! So habe ich gelobt im Jahre [1679] des Herrn, unseres Erlösers Jesu Christi.
Die Jahreszahl 1679 ist nicht explizit angegeben, sondern als Chronogramm verschlüsselt: In den letzten vier Zeilen der Inschrift (ab „Ita VoVI“) ergibt die Summe der Großbuchstaben, als römische Zahlen gelesen, die Jahreszahl.